# Filippo Maria Bressan
Pour les articles homonymes, voir Bressan (homonymie).
Filippo Maria Bressan (Este, 28 novembre 1957) est un chef d'orchestre, chef de chœur et pianiste italien.

## Biographie
Pianiste de formation, il a étudié la direction d'orchestre auprès de différents professeurs, dont les plus importants sont Jürgen Jürgens, pour la direction de chœur (dont il deviendra plus tard assistant), et Karl Österreicher pour la direction, se perfectionnant auprès de Sir John Eliot Gardiner, Ferdinand Leitner, Giovanni Acciai et Fosco Corti. En 2006, il est nommé par Bruno Cagli membre du comité scientifique de la Fondazione Rossini de Pesaro.

### Direction d'orchestre
De 2006 à 2013, il a été chef permanent de l'Orchestre Symphonique de Savone et de l'Orchestra Jupiter (anciennement connu sous le nom d'Orchestra dell'Accademia Musicale). Il a dirigé de prestigieux orchestres italiens et européens dont l'Orchestre Symphonique Académique de Saint-Pétersbourg, l'Orchestre de l'Opéra Royal de Wallonie, l'Orchestre Symphonique National de la RAI de Turin, l'Orchestre et le Chœur de l'Académie Nationale Sainte-Cécile de Rome, l'Orchestre et le Chœur du Gran Teatro La Fenice de Venise. Il a été chef d'orchestre invité pendant cinq ans au Teatr Wielki de Poznań, pendant deux ans au Teatro Lirico de Cagliari,, chef d'orchestre principal de l'Academia de li Musici et actuellement de Voxonus. Il est invité régulier des principales sociétés de concert et des principaux festivals italiens de musique symphonique, ancienne et contemporaine (Académie Musicale Chigiana de Sienne, Biennale de Venise, Festival Monteverdi de Crémone, MITO SettembreMusica, Sagra Musicale Umbra et bien d'autres). Il a fondé l'Athestis Chorus et l'Academia de li Musici (plus tard Athestis Chorus & Orchestra), un ensemble vocal et instrumental professionnel spécialisé dans le répertoire baroque et classique, qui a fermé ses portes en 2009. Nombreuses collaborations, tant dans le domaine lyrique que symphonique, dont Claudio Abbado, Luciano Berio, Fabio Biondi, Rudolf Buchbinder, Frans Brüggen, Giuliano Carmignola, Chung Myung-whun , Carlo Colombara, Ottavio Dantone, Enrico Dindo, Martin Fröst, Carlo Maria Giulini, Peter Maag, Lorin Maazel, Sara Mingardo, Michael Nyman, Arvo Pärt, Mstislav Rostropovitch, Georges Prêtre, Giuseppe Sinopoli, Giovanni Sollima, Jeffrey Tate et Roman Vlad,.

### Direction de chœur
Il a été professeur de Direction de chœur et de répertoire choral pour la Didactique musicale (CODD/01) jusqu'en 2019 au Conservatoire de Monopoli et actuellement au Conservatoire de Turin. Toujours passionné par le chœur, avec les ensembles choraux qu'il dirige (Ergo Cantemus, Tavolata Polifonica Estense et Athestis Chorus) il a remporté cinq premiers prix et deux deuxièmes prix dans des concours choraux nationaux et internationaux ; le prix de la critique musicale à Gorizia en 1994 ; le prix Chiavi d'argento à Chiavenna en 2004 et à Tours en 2016. De 2000 à 2002, il a occupé le poste de chef de chœur de l'Académie Nationale Sainte-Cécile à Rome, succédant à Norbert Balatsch.  Il a collaboré à plusieurs projets pour le compte de Feniarco, European Choral Association-Europa Cantat, International Federation for Choral Music. Il a dirigé avec le Chœur Athestis la Messa arcaica (1993) et Il cavaliere dell'intelletto (1994) de Franco Battiato,; pour le même, en 1995 il a dirigé le chœur dans l'album L'ombrello e la macchina da cucire.

## Discographie
- Concerto pour violon et orchestre n.1 op.26 de Max Bruch - Symphonie n.3 en la min. Op.56 "Écossais" de Felix Mendelssohn B. : Edoardo Zosi, violon - Orchestre Philharmonique de Turin - Filippo Maria Bressan, direction - Amadeus (Italie, février 2012)
- Mass for San Marco de Baldassarre Galuppi: Athestis Chorus & Academia de li Musici - Filippo Maria Bressan, chef d'orchestre - Chandos Records (Grande-Bretagne, 2003) Première mondiale
- The Resurrection of Lazarus d'Antonio Calegari: Athestis Chorus & Academia de li Musici - Filippo Maria Bressan, chef d'orchestre - Chandos Records (Grande-Bretagne, 2001) Première mondiale
- Arianna de Benedetto Marcello: Athestis Chorus & Academia de li Musici - Filippo Maria Bressan, chef d'orchestre - Chandos Records (Grande-Bretagne, 2000) Première mondiale
- Requiem de Benedetto Marcello: Athestis Chorus & Academia de li Musici - Filippo Maria Bressan, chef d'orchestre - Chandos Records (Grande-Bretagne, 1999) Première mondiale
- Vêpres de la Bienheureuse Vierge Marie de Pier Francesco Cavalli : Chœur Athestis, Schola Gregoriana Ergo Cantemus - Filippo Maria Bressan, chef d'orchestre - Tactus (Italie, 1998) Création mondiale
- Isolations 1938-1945 Tome 5 : Gian Francesco Malipiero, Viktor Ullmann, Karl Amadeus Hartmann - Athestis Chorus - Filippo Maria Bressan, chef d'orchestre - Nuova Fonit Cetra (Italie, 1996)
- Arias pour Rubini - Rossini, Bellini, Donizetti : Juan Diego Florez, Chœur et Orchestre de l'Académie Nationale de Santa Cecilia - Filippo Maria Bressan, chef de chœur - Roberto Abbado, chef d'orchestre (Decca, 2007)
- Pièces sacrées de Giuseppe Verdi : Chœur et Orchestre de l'Académie Nationale de Santa Cecilia - Filippo Maria Bressan, chef de chœur - Myung-Whun Chung, chef d'orchestre (Deutsche Grammophon, 2000)
- Die Schöpfung (La Création) de Franz Joseph Haydn : Athestis Chorus, Rai National Symphony Orchestra - Filippo Maria Bressan, chef de chœur - Jeffrey Tate, chef d'orchestre - Rai (Italie, 2000) Prix Abbiati 2000